# Martin Atkinson
Martin Atkinson (sinh ngày 31 tháng 3 năm 1971) là một trọng tài chuyên nghiệp người Anh thường xuyên cầm còi các trận đấu tại giải Ngoại hạng Anh, các cúp bóng đá ở nước Anh cũng như các cúp châu Âu. Martin Atkinson chính là trọng tài đã điều khiển trận đấu giữa Manchester United F.C. và Manchester City F.C. ngày 20/9/2009, trận đấu được bình chọn là trận hay nhất hai thập kỷ đầu tiên của Premier League trong Giải thưởng 20 năm Giải bóng đá Ngoại hạng Anh. Ông cũng từng được chỉ định bắt chính trận Chung kết UEFA Europa League 2015.